# José Carlos Gomes do Nascimento
José Carlos Gomes do Nascimento (Guarulhos-SP, 19 de março de 1951) é um ex-árbitro brasileiro de futsal e de futebol.
José Carlos começou sua carreira no futebol de salão, em 1974. Se destacou no esporte, ganhando por 3 vezes o troféu de melhor arbitro de futsal do mundo. Foi o 1º arbitro brasileiro a apitar uma Macabiádas no Mundial de Israel em 1981, além de ter sido o 1º Arbitro de Futsal da FIFUSA.
Ganhou tanta fama no futsal, que em 1985 foi chamado para apitar a final do Campeonato Paulista de futebol de campo, entre São Paulo e Portuguesa.